# Chicken Invaders
|  | Dieser Artikel wurde auf die Qualitätssicherungsseite des WikiProjekt Computerspiel eingetragen. Beteilige dich an der Diskussion und hilf mit, den Artikel zu verbessern. (→ Artikel in der QS-Computerspiel eintragen) |

Chicken Invaders ist eine Computerspielserie von Shoot ’em ups von Entwickler InterAction Studios. Das Spielprinzip ähnelt dem von Space Invaders. Zwischen 1999 und 2015 wurden fünf Titel der Reihe veröffentlicht. Chicken Invaders handelt von Weltraum-Hühnern, die sich aus Rache für Tierquälerei auf der Erde an den Erdenbewohnern rächen wollen. Der Spieler versucht, sie daran zu hindern. Mithilfe von verschiedenen Waffen, darunter auch Raketengeschossen („Missiles“), steuert der Spieler das Geschehen. Es gilt, möglichst viele Punkte zu sammeln und die Erde zu verteidigen.

## Spiele

### Chicken Invaders
Chicken Invaders, der erste Teil der gleichnamigen Reihe ist 1999 und nur auf Englisch erschienen. Das Spiel bietet einen Einzel- sowie einen Mehrspielermodus. In immer gleichen Leveln mit ansteigendem Schwierigkeitsgrad werde Punkte durch den Abschuss von Hühnern und Asteroiden gesammelt. Die Hühner versuchen das Raumschiff des Spielers mit Eiern oder Meteoren zu treffen. Mit Power-ups, die als grüne Geschenke mit rotem Band am oberen Bildschirmrand erscheinen kann der Spieler seine Bewaffnung verbessern. Getroffene Hühner lassen eine Hähnchenkeule fallen. Das Aufsammeln von 50 Keulen belohnt den Spieler mit einem Raketengeschoss. Beim Abfeuern werden alle Asteroiden und Hühner auf dem Bildschirm getroffen.

### Chicken Invaders 2: The Next Wave
Das zweite Spiel der Reihe, Chicken Invaders 2: The Next Wave, ist wie alle darauf folgenden Versionen sowohl als Demo- wie auch als Vollversion erschienen. Wie sein Vorgänger bietet es einen Einzel- und einen Mehrspielermodus (am selben PC zwei, über das Internet bis zu vier Spieler). Es gibt unterschiedliche, dafür aber nicht, wie in der ersten Version, nie endende Level. Gegner erscheinen in 120 aufeinander folgende Wellen. Hier gibt es weiterhin Raketen, aber drei unterschiedliche Standardwaffen. Für eine auch auf Deutsch erschienene X-mas Edition wurde das Spiel mit Weihnachtsthematik umgestaltet.

### Chicken Invaders 3: Revenge of the Yolk
In der dritten Auflage kommuniziert erstmals ein Unbekannter mit dem Spieler. Am Ende der 120 Wellen wird gegen den „Hühnerstall“ gekämpft. Zusätzlich sind Medaillen und Belohnungen freizuschalten. Die dritte Edition wurde als X-mas- und Easter Edition neu aufgelegt und ist auch auf Deutsch erschienen.

### Chicken Invaders 4: Ultimate Omelette
Die vierte Iteration enthält neue Tricks. Während des Spiels eingesammelte Schlüssel schalten neue Waffen, einen Mehrspielermodus und andere Extras frei. Zu Chicken Invaders 4 erschienen eine X-mas, Easter und eine Thanksgiving Edition, ebenfalls in deutscher Sprache.

### Chicken Invaders 5: Cluck of the Dark Side
Der fünfte Teil erschien 2015. Mit einem erweiterten Statistikteil nach jeweils zehn Wellen und durch Zufügen verschiedener Features versuchte InterAction Studios, seine Klienten zu überzeugen. Diese Version wurde auch als Christmas-Edition und als Halloween-Edition veröffentlicht.